# Faro de Moncloa

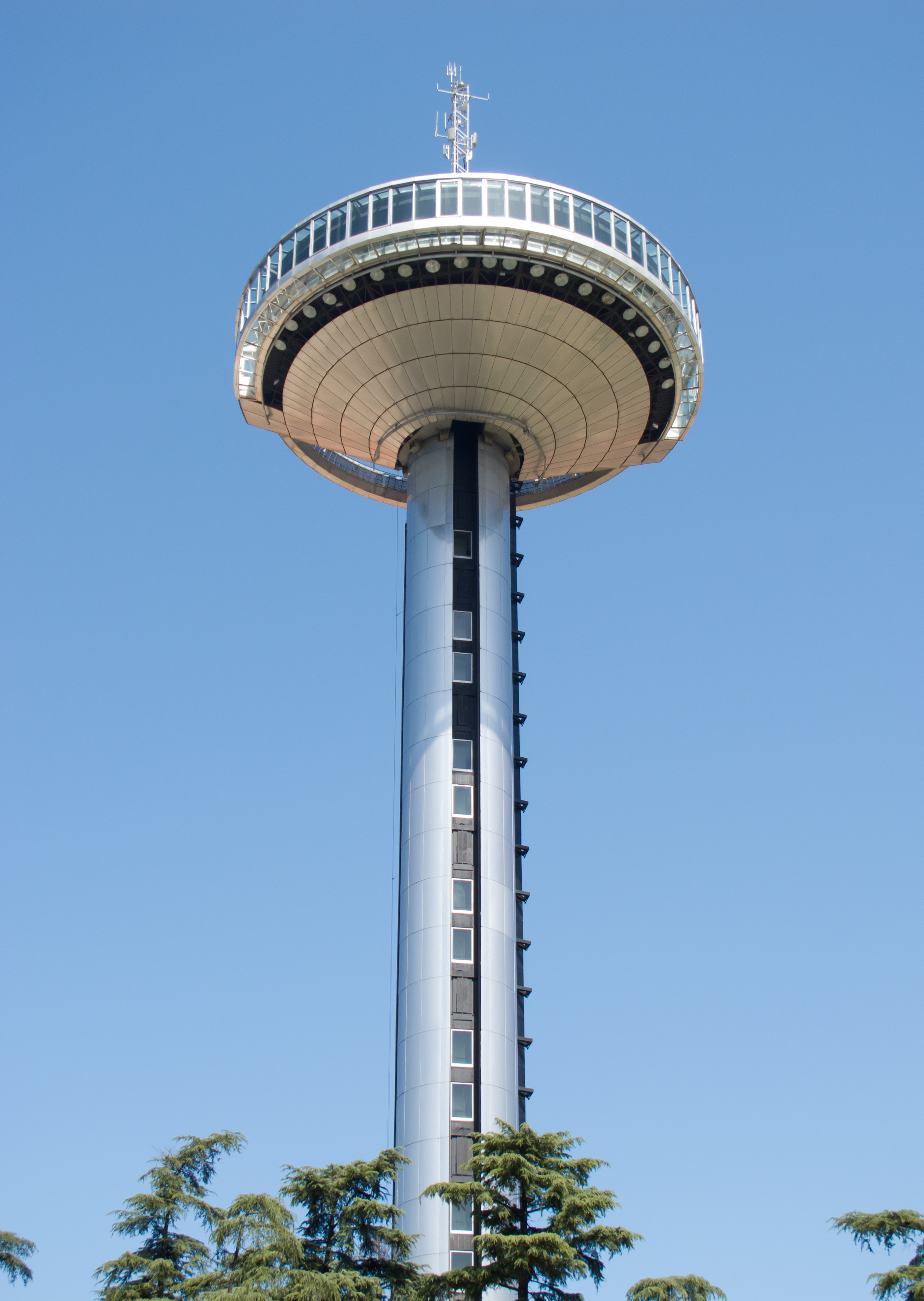
Faro de Moncloa

Der Faro de Moncloa (deutsch wörtlich: Leuchtturm von Moncloa) ist ein 110 Meter hoher Sendeturm an der Plaza de Moncloa in Madrid. Er wurde 1992 errichtet. Besonders auffällig ist seine exzentrisch angeordnete Aussichtsplattform, die in 90 Metern Höhe angebracht ist.
Nach dem Brand des Torre Windsor in der Nacht zum 13. Februar 2005 wurde der Turm im August 2005 aus Sicherheitsgründen für den Publikumsverkehr geschlossen.
Im Januar 2009 gab die Stadtverwaltung von Madrid bekannt, die Instandsetzungsarbeiten würden gemäß vorliegender Kostenvoranschläge bei rund 4,5 Millionen Euro liegen. Neben den Innenausbauten sowie neuen Tagesräumen seien auch eine neue Aufzugsanlage und neue Sicherheitseinrichtungen vorgesehen.  Die Wiedereröffnung erfolgte am 24. April 2015.